# Cuộc vây hãm Nara
Sau Trận Uji năm 1180, trong đó Minamoto no Yorimasa đánh lại một nhóm nhỏ quân đội Taira với sự giúp đỡ của các tăng binh từ chùa Mii-dera và các ngôi chùa khác, quân chiến thắng Taira, giận dữ vì bị phản kháng, quyết định tấn công và đốt cháy Miidera, trước khi tiến đến Nara. Nhà Taira bị tăng binh từ gần như mọi tu viện và chùa lớn ở Nara chống đối. Taira no Shigehira và Tomomori, cả hai đều là con trai của Kiyomori, tộc trưởng, chỉ huy cuộc bao vây này.
Các nhà sư đào hào trên đường phố, và xây dựng nhiều công trình để tăng cường phòng ngự. Họ chiến đấu chủ yếu bằng cung, tên, và naginata, trong khi quân Taira ở trên lưng ngựa, nhờ đó mà có một lợi thế lớn. Bất chấp số lượng đông đảo các nhá sư, và chiến lược phòng ngự của họ, quân địch vẫn thiêu hủy được gần như mọi ngôi chùa trong thành phố, bao gồm cả Kōfuku-ji và Tōdai-ji. Chỉ Enryaku-ji đẩy lui được sự tấn công và sống sót.
'Heike Monogatari' than thở về sự điêu tàn của Tōdai-ji's 'Daibutsu':
Bức tượng khổng lồ của Vairocana Buddha bằng đồng và vàng, đầu hình vòm của ngài xuyên tới tận trời mây, từ đó tỏa sáng viên ngọc thiêng liêng trên vầng trán sừng sững của ngài, bị nấu chảy, vầng trăng tròn rơi xuống bệ bên dưới, trong khi toàn thân chảy dần thành khối vô định hình.
Tổng cộng, có 3.500 người chết trong vụ thiêu hủy Nara.